# Ma'ale Efraim
 Ma'ale Efrayim  (hebreo:  מַעֲלֵה אֶפְרַיִם ) es un asentamiento israelí, ubicado a lo largo de las laderas orientales de las montañas de Samaria en el valle del Jordán, en Cisjordania (Palestina). Se encuentra en la gobernación de Jericó, según el sistema administrativo palestino, o en el Área de Judea y Samaria según el sistema israelí. Fundado en el año 1978, fue declarado Concejo local en 1981. Según la Oficina Central de Estadísticas de Israel, en diciembre de 2010 contaba con una población total de 1250 habitantes.
La comunidad internacional considera que los asentamientos israelíes en Cisjordania son ilegales según la Cuarta Convención de Ginebra, de la que Israel es miembro y cuyo artículo 49 especifica que «la Potencia ocupante no podrá efectuar la evacuación o el traslado de una parte de la propia población civil al territorio por ella ocupado». El gobierno israelí no está de acuerdo con esta posición.